# مطارفة
مطارفة (به عربی: المطارفة) یک شهرک و شهرداری در الجزایر است که در ناحیه أوقروت واقع شده‌است.

## خصوصیات
مطارفة ۸٬۴۳۸ نفر جمعیت دارد و ۲۵۸ متر بالاتر از سطح دریا واقع شده‌است.